# Claudine Funck-Brentano
Pour les personnes ayant le même patronyme, voir Funck-Brentano.
Claudine Funck-Brentano, née à Luxembourg le 6 octobre 1863 et morte le 21 août 1922 à Montfermeil, est une poétesse française.

## Biographie
Née à Luxembourg en 1863, elle est la fille de Théophile Funck-Brentano, économiste, métaphysicien et historien, et la sœur de Frantz Funck-Brentano, historien et dramaturge français. Sa mère, Sophie Brentano est la nièce du poète romantique allemand Clemens Brentano et de la femme de lettre Bettina von Arnim (née Brentano).
Avant de publier sous son nom et pour son propre compte, Claudine Funck-Brentano avait collaboré aux principaux ouvrages de philosophie de son père : L’homme et sa destinée (1893), Méthode et Principes des sciences naturelles (1894), La Science sociale (1896) et Sophistes français (1903). Alphonse Seché, constate que cette collaboration a permis à la poétesse de « reconnaître en elle le sens mystérieux de la poésie ».
Sa poésie montre une large gamme de types de vers et de styles : « tantôt le poète s’y exhale en strophes admirables, d’une perfection tout classique… tantôt il balbutie son émotion en alinéas amorphes qui n’ont pour nous, ni le charme d’une belle prose cadencée, ni celui d’un vers véritable », en mots d’Auguste Dorchain, dans Les Annales. Cependant, Claudine Funck-Brentano, en répondant par avance à ces types de critiques, toujours défendait que « La Poésie est de par sa nature musicale ». Son ouvrage plus important est Les Appels, publié en 1906, et qui contient « des sujets très simples, très humains, l'auteur a écrit des vers qui sont, une moitié en vers nouveaux, l'autre en vers classiques », en présentant « le délicat songe d'une âme féminine ».